# Kolin, Tỉnh West Pomeranian
Kolin [ˈkɔlin] (tiếng Đức: Kollin) là một ngôi làng thuộc khu hành chính của Gmina Dolice, thuộc hạt Stargard, West Pomeranian Voivodeship, ở phía tây bắc Ba Lan. Nó nằm khoảng 8 kilômét (5 mi)   phía tây bắc Dolice, 13 km (8 mi) về phía đông nam của Stargard và 41 km (25 mi) về phía đông nam của thủ đô khu vực Szczecin.